# Tomáš Chorý
Tomáš Chorý (* 26. Januar 1995 in Olmütz) ist ein tschechischer Fußballspieler.

## Karriere

### Verein
Nachdem Chorý in jungen Jahren zunächst für SK Hanácká Slavia Kroměříž gespielt hatte, schloss er sich 2004 Sigma Olmütz an und ging Anfang 2014 in den Kader der ersten Mannschaft über. Hier hatte er am 22. Februar des Jahres sein Debüt in der ersten Liga. In der Folgezeit stieg die Mannschaft mehrmals auf und ab, am Ende seiner Zeit in Ölmütz hatte Chorý zwei Meisterschaften in der zweiten Liga auf seinem Konto.
Anfang 2018 wechselte er zu Viktoria Pilsen. Von Oktober 2020 bis Juni 2021 war er nach Belgien an Zulte Waregem verliehen. Mit Pilsen wurde er zwei Mal tschechischer Meister. Im Sommer 2024 wechselte Chorý zum Ligakonkurrenten Slavia Prag.

### Nationalmannschaft
Chorý spielte für die tschechische U16, U17, U19, U20 und die U21. Mit der U21 trat er bei der U21-Europameisterschaft 2017 an.
Sein Debüt im Trikot der A-Nationalmannschaft hatte er am 20. November 2023, als er bei einem 3:0-Sieg über Moldau in der Startelf stand und in der 72. Minute das 2:0 machte. Zur 86. Minute wurde er für Mojmír Chytil ausgewechselt.